# Cambarus jonesi
Cambarus jonesi är en kräftdjursart som beskrevs av Hobbs och Barr 1960. Cambarus jonesi ingår i släktet Cambarus och familjen Cambaridae. IUCN kategoriserar arten globalt som sårbar. Inga underarter finns listade i Catalogue of Life.